# Herkules (első évad)
A Herkules című tévésorozat 1. évadának epizódjai

## Epizódok
| #   | Epizód eredeti címe        | Eredeti bemutató  | Epizód magyar címe       |
| --- | -------------------------- | ----------------- | ------------------------ |
| 1.  | The Wrong Path             | 1995. január 16.  | Tévút                    |
| 2.  | Eye of the Beholder        | 1995. január 23.  | A szemlélő szeme         |
| 3.  | The Road to Calydon        | 1995. január 30.  | Út Calydonba             |
| 4.  | Festival of Dionysus       | 1995. február 6.  | Dionüszosz ünnepe        |
| 5.  | Ares                       | 1995. február 13. | Árész                    |
| 6.  | As Darkness Falls          | 1995. február 20. | Ahogy leszáll a sötétség |
| 7.  | Pride Comes Before a Brawl | 1995. február 27. | Isteni büntetés          |
| 8.  | The March to Freedom       | 1995. március 6.  | Menetelés a szabadságba  |
| 9.  | The Warrior Princess       | 1995. március 13. | Királykisasszony karddal |
| 10. | Gladiator                  | 1995. március 20. | Gladiátorok              |
| 11. | The Vanishing Dead         | 1995. április 24. | Tűnékeny halál           |
| 12. | The Gauntlet               | 1995. május 1.    | Vesszőfutás              |
| 13. | Unchained Heart            | 1995. május 8.    | Magányos szív            |

## 01-01: Tévút
- Eredeti bemutató: 1995. január 16.
- Írta: John Schulian
- Rendezte: Doug Lefler

Miután Herkules és barátja, Iolaus megállítanak egy fogadóst fenyegető rablóbandát, Herkules hazatér családjához. A borzalom, ami ott fogadja, amint elkeződik, véget is ér. Egy hatalmas tűzgolyó repül be a hálószoba ablakán és felemészti feleségét, Deianeirát, egy pillanattal később pedig három kisgyermekét. A tettért Herkules mostohaanyja, Héra a felelős, akit a nagyerejű hős férje hűtlenségére emlékeztet. Gyűlölettől és haragtól vezérelve, Herkules a pusztítás útjára lép. Azonban a gyönyörű rabszolgalány, Aegina segítséget nyújt a szörnyű veszteségek elviselésében, és visszairányítja Herkulest az igaz ösvényre.

## 01-02: A szemlélő szeme
- Eredeti bemutató: 1995. január 23.
- Írta: John Schulian
- Rendezte: John T. Kretchmer

Egy falut egy hatalmas küklopsz fenyeget, így a lakosok Herkuleshez fordulnak segítségért. Az óriás egy átutazó tógaárust, Salmoneoust egy fa tetejére hajítja, és eltéríteti a falu kútját ellátó folyó irányát, hogy Héra szőlőjét locsolhassa vele. De Herkules tudja, minden konfliktusnak két oldala van. Kiderül, hogy a falubeliek kiközösítették és évek óta üldözik a küklopszot. Herkules legyőzi nagy termetű ellenfelét, de meghagyja életét és szövetséget köt vele. Együtt megfékezik Héra vérszomjas katonáit, a küklopsz pedig békében él tovább a falu népével.

## 01-03: Út Calydonba
- Eredeti bemutató: 1995. január 30.
- Írta: Andrew Dettman, Daniel Truly
- Rendezte: Doug Lefler

Menekültek egy csoportja útjuk során Parthus szellemvárosába érnek, ahol vezetőjük, Broteas elemel egy aranykelyhet Héra templomából. A lopás kivívja az istennő haragját, és egyedül Herkules képes megvédeni a menekülteket. A vele utazó látnok elmondja, az elátkozott kehely Zeusz ajándéka volt egy parthusi fiatal lánynak. Herkules megmenti a menekülteket egy kegyetlen sziklavihartól, gonosz fejvadászoktól és egy óriási ptedodactylustól. Elhajítja a kelyhet a messzi horizont felé, és biztonságban elkíséri a csoportot Calydonba.

## 01-04: Dionüszosz ünnepe
- Eredeti bemutató: 1995. február 6.
- Írta: Andrew Dettman, Daniel Truly
- Rendezte: Peter Ellis

Egy ördögi erő háborúba akarja taszítani Meliad királyságát. A legrosszabbtól félve, Camilla királynő meghívja Herkulest a Dionüszosz tiszteletére rendezett éves ünnepségre. Ha Dionüszosz, a szőlő és bor istene nem találja Iphiklész királyt érdemesnek egy újabb évnyi uralkodásra, tíz gyönyörű szűz lerészegedik és lemészárolják a királyt borzasztó őrjöngés közepette. Iphiklész jó király, de élete mégis veszélyben van. Pentheus, idősebb fia, szövetségre lépett Árésszal, a hadistennel, hogy megdöntsék a király hatalmát. Herkules megküzd egy gyilkos óriásangolnával és megállítja Pentheust, megmentve a királyt.

## 01-05: Árész
- Eredeti bemutató: 1995. február 13.
- Írta: Steve Roberts
- Rendezte: Harley Cokeliss

Árész konfliktusra és vérontásra vágyik. Herkules nem osztozik Árész gyilkos szenvedélyében, és mikor a hadisten tizenéves fiúkból toboroz sereget, Herkules tudja, hogy meg kell állítania. A kovácsnő, Atalanta és a fiatal özvegy, Janista segítségével Herkules kiszabadítja Janista fiát, Titust és barátját, Ximenost Árész bűvölete alól. Ezután szembekerül Árész földi megtestesülésével egy barlangban, s egy elszánt küzdelem után felülkerekedik vérszomjas ellenfelén. Titus megtanulja, hogy az igazi harcos nem a gyilkolásról ismerszik meg, hanem a gonosz elleni küzdelméről.

## 01-06: Ahogy leszáll a sötétség
- Eredeti bemutató: 1995. február 20.
- Írta: Robert Bielak
- Rendezte: George Mendeluk

Nespa városában a gyönyörű Penelope és Marcus esküvőjükre készülnek – Nemis, a kentaur ezt nem nézi jószemmel. Hérához imádkozik, hogy megkapja Penelopét, s az istennő egy megbűvölt buzogányt bocsát rendelkezésére. Cserébe azt kéri: végezzen Herkulessel. Nemis maga mellé állítja Craesus és Deric kentaurokat és Deric barátnőjét, Lylát, aki megvakítja Herkulest. Nemis elrabolja Penelopét, de Herkules, többi érzékszervét, no és eszét használva a kedvezőtlen esélyek ellenére legyőzi Nemist. Herkules visszanyeri látását, Penelope pedig ismét Marcus karjaiban tudhatja magát.

## 01-07: Isteni büntetés
- Eredeti bemutató: 1995. február 27.
- Írta: Steve Roberts
- Rendezte: Peter Ellis

Büszkeség és arrogancia két alávaló tulajdonság egy igaz harcos számára. Iolaus azonban a büszkeség rabjává válik, mialatt Thrákiába tart Herkulessel. Szembeszáll egy csapat gúnyolódó útonállóval, ám Herkules kénytelen megmenteni őt tőlük. Ezután a nagyerejű hős barátja külön folytatja útját, hogy előbb érjen Thrákiába. Útközben találkozik Lydiával és szembenéz számtalan veszéllyel, ám Héra elől nem tud menekülni: az istenek királynője Nemeziszt küldi el hozzá, hogy megbüntesse a büszkeség bűnéért. Iolaus végül egy önzetlen cselekedettel Herkules felé elnyeri a megbocsátást.

## 01-08: Menetelés a szabadságba
- Eredeti bemutató: 1995. március 6.
- Írta: Adam Armus, Nora Kay Foster
- Rendezte: Harley Cokeliss

Herkules hazalátogat gyermekkori otthonába anyjához, s útközben találkozik Oi-Lannal. A fiatal nőt Belus, a hírhedt rabszolga-kereskedő tartja fogva. Elborzadva mindettől, Herkules megveszi a lányt és szabaddá teszi. Ezután Oi-Lan vőlegénye, Cyrus kiszabadítására indulnak, akire az a sors vár, hogy Líbiában az oroszlánok elé vetik. Belus alulmarad a küzdelemben, Oi-Lan és Cyrus pedig egybekelnek Herkules anyjának házánál. Herkules ezután nekik adja a földterületet és házát, amit egykor családjával osztott meg.

## 01-09: Királykisasszony karddal
- Eredeti bemutató: 1995. március 13.
- Írta: John Schulian
- Rendezte: Bruce Seth Green

A gyönyörű harcosnő, Xena, Arkádia területének teljes irányítására törekszik. Célja elérése érdekében úgy dönt, meg kell ölnie Herkulest. Ártatlan lánynak álcázva magát elcsavarja Iolaus fejét és elválasztja őt barátjától. Herkules azonban rájön Xena valódi kilétére és társa megmentésére indul. Iolaus először Herkules ellen fordul, de végül minden világossá válik előtte. Harcba szállnak Xenával és seregével, mígnem Iolaus megsérül. Xena elhagyja a harcmezőt, bosszút esküdve.

## 01-10: Gladiátorok
- Eredeti bemutató: 1995. március 20.
- Írta: Robert Bielak
- Rendezte: Garth Maxwell

Menas Maxius, Apropus leggazdagabb embere ártatlanokat taszít rabszolgasorba, hogy vadállatokkal való küzdelmük elszórakoztassa és lenyűgözze barátait és feleségét, a gonosz Posterát. Gladius egyike az elfogottaknak. Felesége, Felicita megosztja kilátástalan helyzetét Herkulessel és Iolausszel, akik bejuttatják magukat a börtönbe, hogy kiszabadítsák Gladiust. Menas egymás elleni harcra kényszeríti Herkulest és Gladiust azzal, hogy Iolaus és Felicita életét fenyegeti. Ám a két férfi együttesen fogvatartóik ellen fordul, kivívják szabadságukat, megfosztva Menast és Posterát szadista élvezetüktől.

## 01-11: Tűnékeny halál
- Eredeti bemutató: 1995. április 24.
- Írta: Andrew Dettman, Daniel Truly
- Rendezte: Bruce Campbell

Egy rejtélyes ügy Tantalus városába vonzza Herkulest és Iolaust. Az elesett harcosok testei eltűnnek a harcmezőről. Herkules rájön, Árész, a háború istene felelős mindezért. Memnos király halála után fia, Daulin veszi át a trónt, ám húga, Poena szembeszegül vele, mert úgy hiszi, bátyja ölte meg apjukat. Árész tervelte ki az egész szituációt, hogy kielégítse vérszomjas kutyája, Graegus étvágyát. Miután megfékezi a fenevadat, Herkules elmondja az igazságot Daulinnak és Poenának, így véget ér a családi viszály.

## 01-12: Vesszőfutás
- Eredeti bemutató: 1995. május 1.
- Írta: Peter Bielak
- Rendezte: Jack Perez

Herkulest dühvel tölti el, mikor megtudja, hogy a harcos hercegnő, Xéna falvakat fosztogat, hogy növelje hatalmát és befolyását. Később jut tudomására, hogy valójában a nő hadura, Darphus felelős a kegyetlen tettekért. Miután Xéna megkíméli egy gyermek életét, Darphus a Vesszőfutásba kényszeríti, ami során saját katonái sújtanak le rá. Elemenekülve, a harcos hercegnő párbajra hívja ki Herkulest – és veszít. Ám Herkules meghagyja életét, és együtt állnak ki a Darphus által fenyegetett Parthis falvának védelmére.

## 01-13: Magányos szív
- Eredeti bemutató: 1995. május 8.
- Írta: John Schulian
- Rendezte: Bruce Seth Green

Herkules és Xéna úgy hiszi, Darphus elesett a Parthisnál vívott csatában. Ám Árész feltámasztja a kegyetlen hadurat, aki még nagyobb pusztításra készül seregével. Darphus áldozatokat vet a hadisten emberevő kutyája, Graegus elé, aki minden egyes etetés után nagyobbra nő. Herkules és Xéna együttes erővel elpusztítják ellenfelüket és a szörnyeteget. A két harcos szerelembe esik, ám az egymás iránt érzett erős szenvedély ellenére is Xéna úgy dönt, múltbeli tetteit jóvá kell tennie, s miután megköszöni Herkulesnek, hogy felszabadította szívét, elindul a maga útjára.